# Kejserliga osmanska haremet

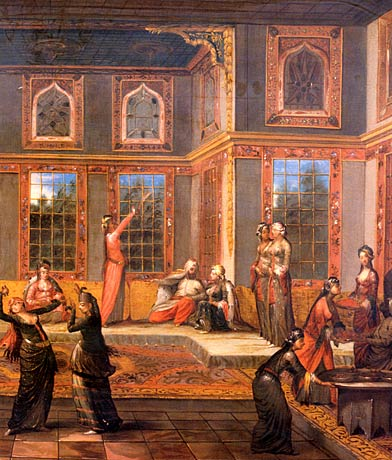
Fantasibild av Kejserliga haremet

Det Kejserliga haremet (turkiska: Harem-i Hümâyûn) i det ottomanska riket var den avdelning av det osmanska hovets hushåll tilldelad för hustrur (före detta slavar), konkubiner (slavar), kvinnliga släktingar och tjänare (slavinnor eller slaveunucker) åt de osmanska sultanerna fram till 1908. 
Haremet spelade en stor och viktig roll inom det ottomanska hovet, och var också centrum för ett viktigt inflytande över statens affärer. Haremet inhystes i en avskild del av Topkapipalatset fram till 1853, då det flyttade till Dolmabahçepalatset, och upplöstes när monarkin avskaffades 1923.

## Organisation

### Eunucker
Haremet vaktades av eunucker, som också var slavar och även de indelade i olika klasser. Högst i rang var Kızlar Ağası ("Svarte Chefseunucken"), som hade ansvaret för att bevaka haremets yttre gränser och säkerhet. Han hade hög rang även i hovet som helhet, och hade rang direkt under storvisiren. 
Näst högst i rang stod Kapı Ağası ("Vite Storeunucken"), som hade hand om haremets inre administration och säkerhet och kontrollerade palatsadministrationen (posten avskaffades 1591). 
Användningen av vita eunucker försvann under 1700-talet och under 1800-talet var alla eunucker svarta. Eunuckerna tillfångatogs som barn, kastrerades och såldes av slavhandlare till Istanbul, eller gavs som gåvor till sultanen av lokala stormän. De fick sedan träning i etikett och sina yrkens uppgifter och kunde spela en inflytelserik roll i haremet, även om de flesta dock inte utsågs till de högsta posterna utan kunde ha flera olika tjänsteuppgifter. År 1903 uppgavs den osmanska dynastin äga 194 svarta eunucker fördelade på olika palats och familjemedlemmar.

### Kira
Kvinnorna lämnade normalt sett inte haremet, men fick besök utifrån av kvinnliga försäljare kallade kira , som agerade mellanhänder för haremskvinnornas inköp och som även kunde anlitas som ekonomiska agenter för affärsuppgörelser.

### Tjänsteflickor
Eftersom det var förbjudet för muslimer att ha andra muslimer som slavar, kom kvinnorna till sultanens harem från slavräder i Europa (Saqaliba) genom slavhandeln på Krim och slavhandeln på Barbareskkusten, och från det icke muslimska Afrika genom den arabiska slavhandeln. 
Slavhandeln av kvinnor från Europa ebbade ut efter Rysslands erövring av Krim 1783 och barbareskkrigen mot Nordafrika i början av 1800-talet. Denna slavhandeln förbjöds formellt 1854, men förbudet fungerade enbart på papperet. Efter 1854 var nästan alla slavkvinnor i haremen av Cirkassiskt ursprung; cirkasserna hade utvisats från Kaukasus av ryssarna på 1860-talet och flytt till Osmanska riket, där flyktingföräldrar sålde sina döttrar till haremen, en handel som staten tolererade trots det formella förbudet.
De Cariye-slavflickor som inte valdes ut att ha sexuellt umgänge med sultanen och bli hans konkubiner, fungerade istället som tjänare och kallades odalisker med titeln kalfa (även de som senare blev konkubiner var kalfa innan dess). De passade upp på sultanens konkubiner, mor och kvinnliga släktingar, och tilldelades även prinsar och kunde då bli dessas konkubiner. 
De kunde ha flera olika titlar utifrån den tjänsteställning de hade, och varje kunglighet och konkubin hade en senior kalfa och en junior kalfa. En kalfa med hög ställning kallades ofta Hanim ("Dam"). En kalfa med titeln Hazinedar eller Usta var kalfas med kvalificerade uppgifter, underordnade Hazinedar Usta; en Hünkar Kalfalari var en kalfa som tjänade sultanen personligen. Varje kunglighet hade sitt eget hushåll av kalfas, som lydde under Daire Kalfasi, som var chef över kalfas i deras hushåll; alla Daire Kalfasi i sin tur lydde under Büyük Kalfa. Samtliga kalfas lydde under Saray Ustas, som var hela hovets huvud-kalfa.
På grund av principen om könssegregation, var de flesta av haremets personal kvinnliga slavar, odalisker, som alltså fyllde de flesta ämbeten som fylldes av män i den manliga delen av hovet. De fick därmed ungefär samma utbildning som sina manliga motsvarigheter i sultanens hushåll. Kvinnliga tjänare blev antingen befordrade till tjänst hos valide sultanen, eller lämnade hovet då de giftes bort med manliga tjänare som lämnade hovet, eller befordrats till politiska ämbetsmän.

### Konkubiner
De kvinnor som köptes in till sultanens harem var ofta mycket unga, och de genomgick en lång träningsperiod där de bland annat konverterade till islam och fick muslimska namn. De kom till haremet med titeln Cariye (ofta felaktigt översatt till "hovdam"), och dessa kunde antingen väljas till sultanens konkubiner (hanimefendi) eller bli tjänsteflickor (kalfa). Konkubinerna delades i sin tur in i kategorierna Gözde ('favoriten') och mellangraden Ikbal ('den gynnade'). Konkubiner i allmänhet kunde också respektfullt tilltalas som Kadin.

### Hustrur
De konkubiner som födde en arvinge eller blev särskilt omtyckta av sultanen kunde bli en av hans fyra "hustrur" (de var dock inte formellt gifta) och fick då titeln kadın ('Hustrun') med tilltalet Kadinefendi. Det är viktigt att påpeka att dessa konkubiner inte var lagliga hustrur, utan fortsatt slavkonkubiner, som dock hade social status som hustrur. Periodvis existerade också titeln haseki sultan ('sultangemål'), som kunde ges till en av hustrurna. Hon kunde vid behov ersätta sultanens mor, valide sultan. 

### Sultanmodern
Sultanmodern hade en ställning som motsvarade drottningens i västerländska hov: hon hade högst rang av alla kvinnor vid hovet, hade makt över vilka kvinnor som anlände till och lämnade haremet, och även över liv och död, eftersom hon hade makt över hur de skulle bestraffas.

### Släktingar
Haremet inhyste den osmanska sultanens ogifta kvinnliga släktingar, så som döttrar och systrar, alla med sina egna tjänare. Det ingick i sultanens prestige att ha många kvinnor i sitt harem. Med undantag av de få gånger sultanen ingick politiska äktenskap med utländska prinsessor (något som blev sällsynt efter 1400-talet), var alla sultanens gemåler, både hustrur och konkubiner, slavar. 
Däremot var hans systrar och döttrar exempel på fria kvinnor i haremet. Hans mor blev fri i samband med faderns död i enlighet med umm walad-principen. 
Haremskvinnorna levde starkt avskilda från kontakt med alla män utom sultanen. Hans systrar och döttrar lämnade haremet när de gifte sig, och hans söner levde där endast när de var mycket små. 
Sultanens mor och de osmanska prinsessorna var de enda kvinnor som hade tillstånd att bära titeln sultan i sitt namn. Prinsessorna lämnade haremet när de gifte sig (svärsönerna kallades Damad) och återvände när de skilde sig eller blev änkor.

### Rättsskipning
När kvinnor ur det kejserliga osmanska haremet avrättades skedde det normalt diskret, genom att de syddes in i säckar och dränktes i Bosporen. Dessa avrättningar var inte ovanliga, och skedde till exempel som en följd av kvinnor som gjort sig skyldiga till komplotter, men vanligen avrättades bara en eller två åt gången; vid ett tillfälle ska dock 300 kvinnor ha avrättats.   
Dessa händelser cirkulerade ofta som ökända rykten.
Haremskvinnorna stod under valide sultans (sultanmoderns) auktoritet, och de avrättades av den "Svarte övereunucken", som lät sy in dem i säckar med tyngder och kasta dem i floden.

#### Sultan Ibrahims haremsmassaker
Se även: Blodiga Mab'ath 
Den mest ökända avrättningen av kvinnor ur det kejserliga osmanska haremet ägde rum under sultan Ibrahims regeringstid.  
Ibrahim I lät dränka cirka 280 kvinnor ur sitt harem, en händelse som blev ökänd.
Anledningen var att han misstänkte att en man hade tagit sig in i haremet och haft sexuellt umgänge med en av hans konkubiner, och han ska ha avrättat alla medlemmarna ur sitt harem utom den som meddelat honom vad som skett. 
Kvinnorna avrättades på samma sätt som var normalt i haremet: genom att sys in i säckar med tyngder som sedan slängdes i Bosporen. 
En av de dränkta kvinnorna ska ha lyckats ta sig ur säcken och räddats av ett fartyg, och sedan återgett vad som skett.. Det råder delade meningar om huruvida denna händelse var helt eller delvis sann, påhittad eller överdriven. 
Händelsen blev ökänd och beskrevs i olika versioner i västerländska reseskildringar i sekler efteråt. Lady Annie Brassey beskrev till exempel hur en sultan för inte så länge sedan dränkt 600 kvinnor i Bosporen, och hur samma sultan fann nöje i att föra ut sina kvinnor klädda i sina finaste kläder bara för nöjet att se dem gripas av ångest i fruktan för att de skulle dränkas.

## Upplösning
Krimkhanatets slavhandel upphörde genom Rysslands erövring av Krim 1783, och barbarekspiraternas slavhandel efter Frankrikes erövring av Nordafrika under 1830-talet. 
År 1830 frigavs alla vita slavar (européer och kirkassier från Kaukasus) i Osmanska riket på order av sultan Mahmud II, år 1854 förbjöds handeln med slavar från Kaukasus och Georgien, och 1890 signerade Osmanska riket den internationella antislavhandelsakten i Bryssel, Brussels Conference Act of 1890. 
I praktiken fortsatte dock slavhandeln inofficiellt fram till första världskriget, särskilt ifråga om kvinnliga slavar, och det är bekräftat att kvinnor såldes så sent som år 1908. Sultanens slavar frigavs år 1909, och Mustafa Kemal Atatürk avskaffade slaveriet vid republikens införande.

## Bildgalleri

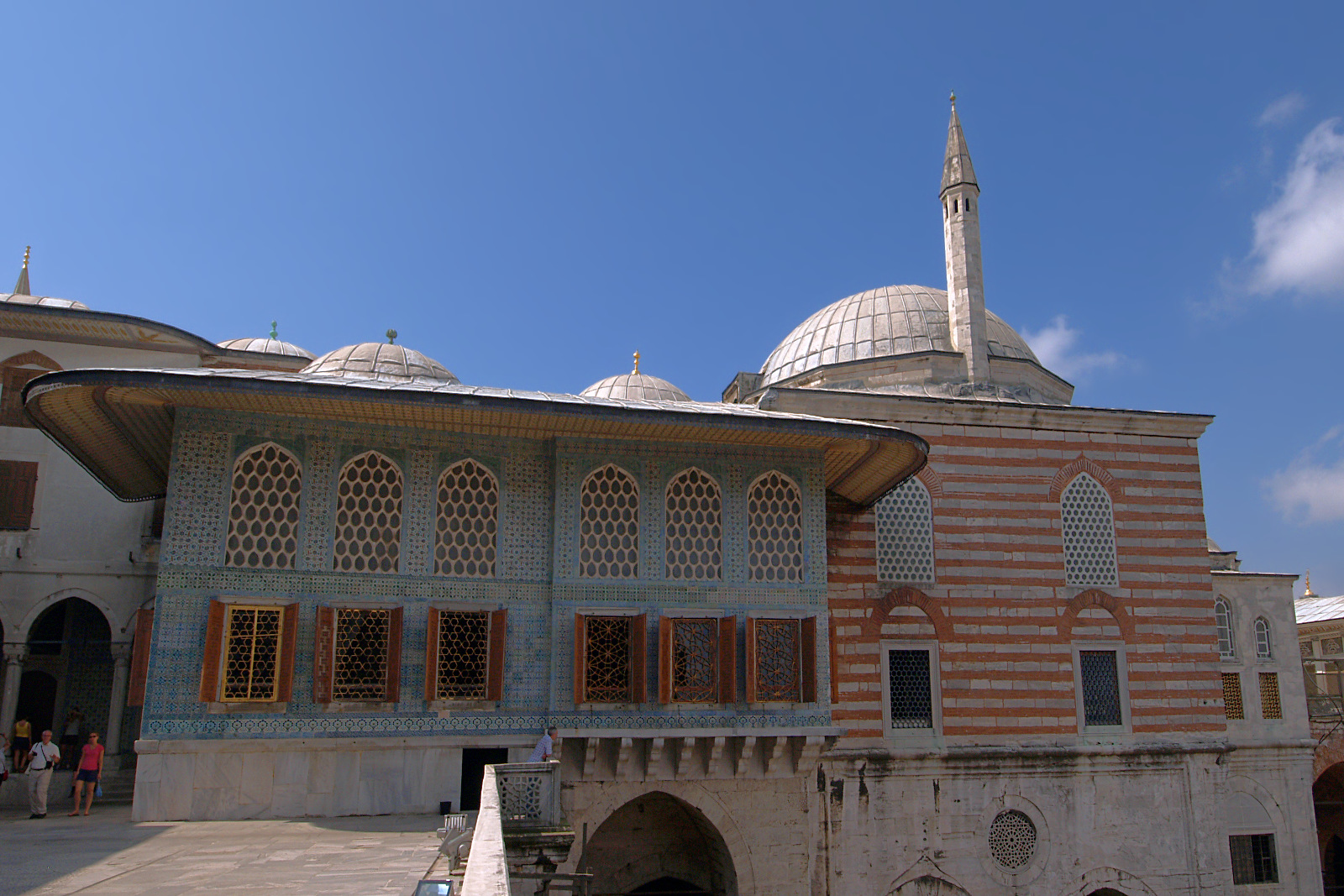
Topkapipalatsets harem.
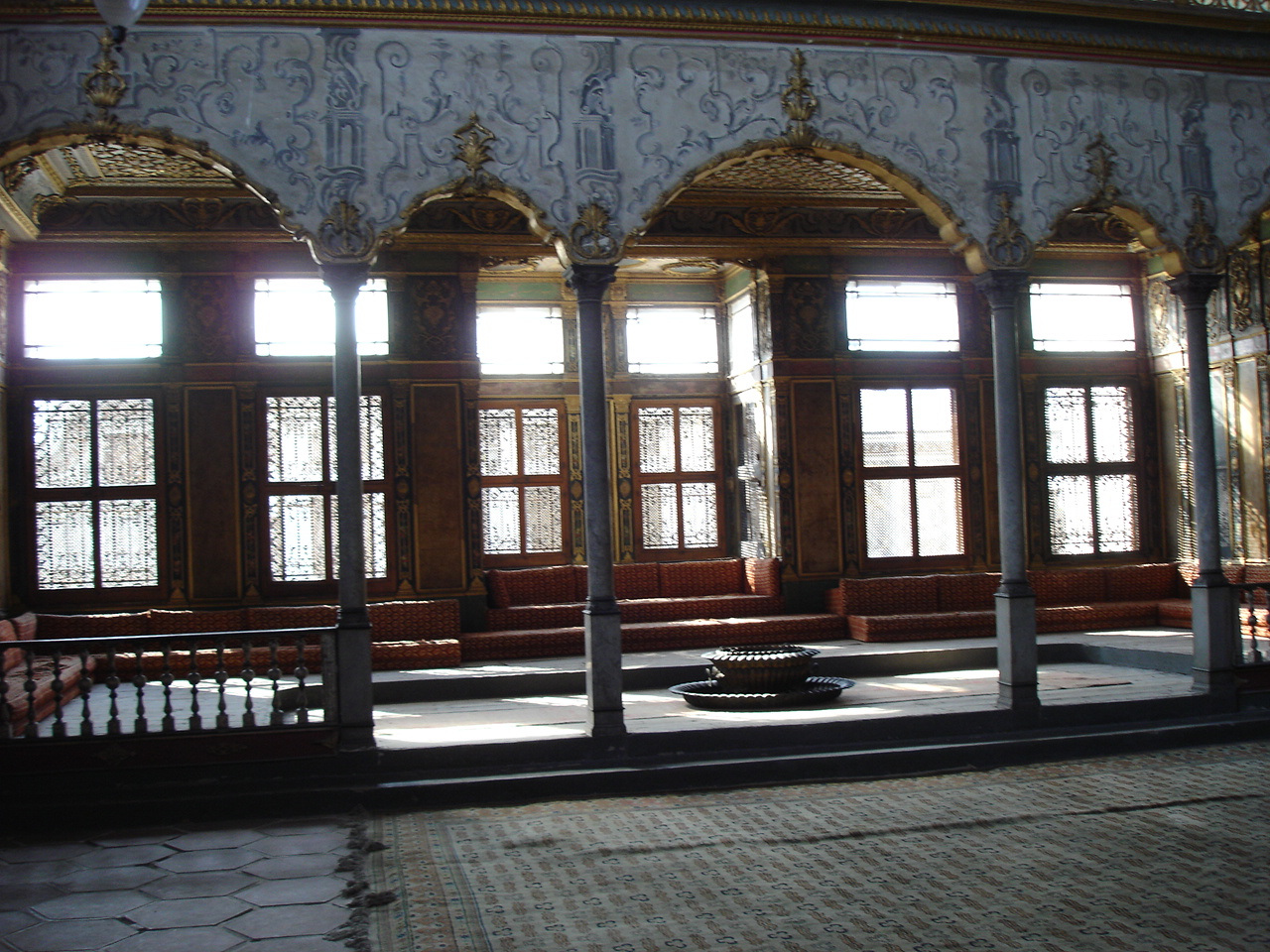
Topkapipalatsets harem, mottagningssalen
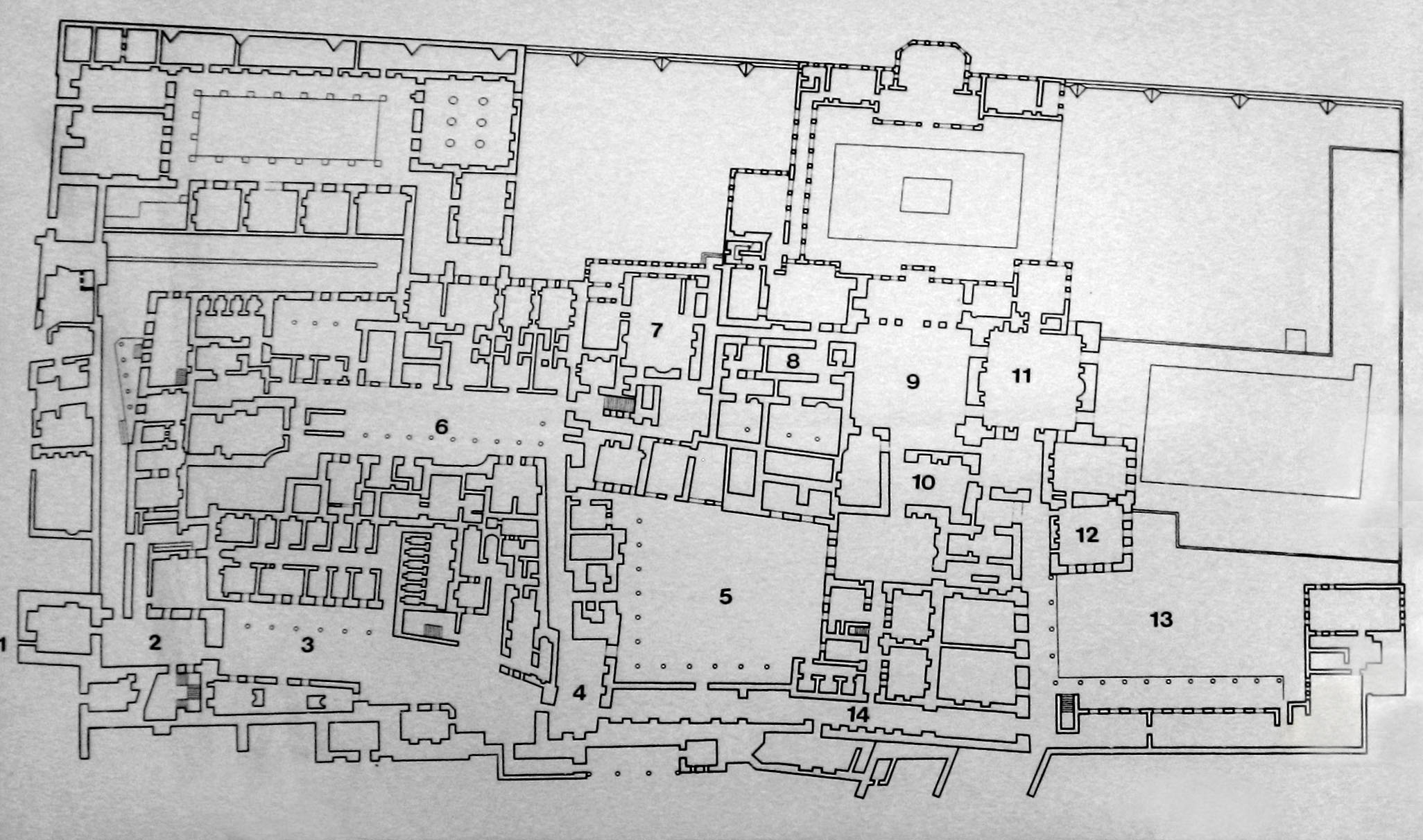
Ritning över haremet i Topkapipalatset.
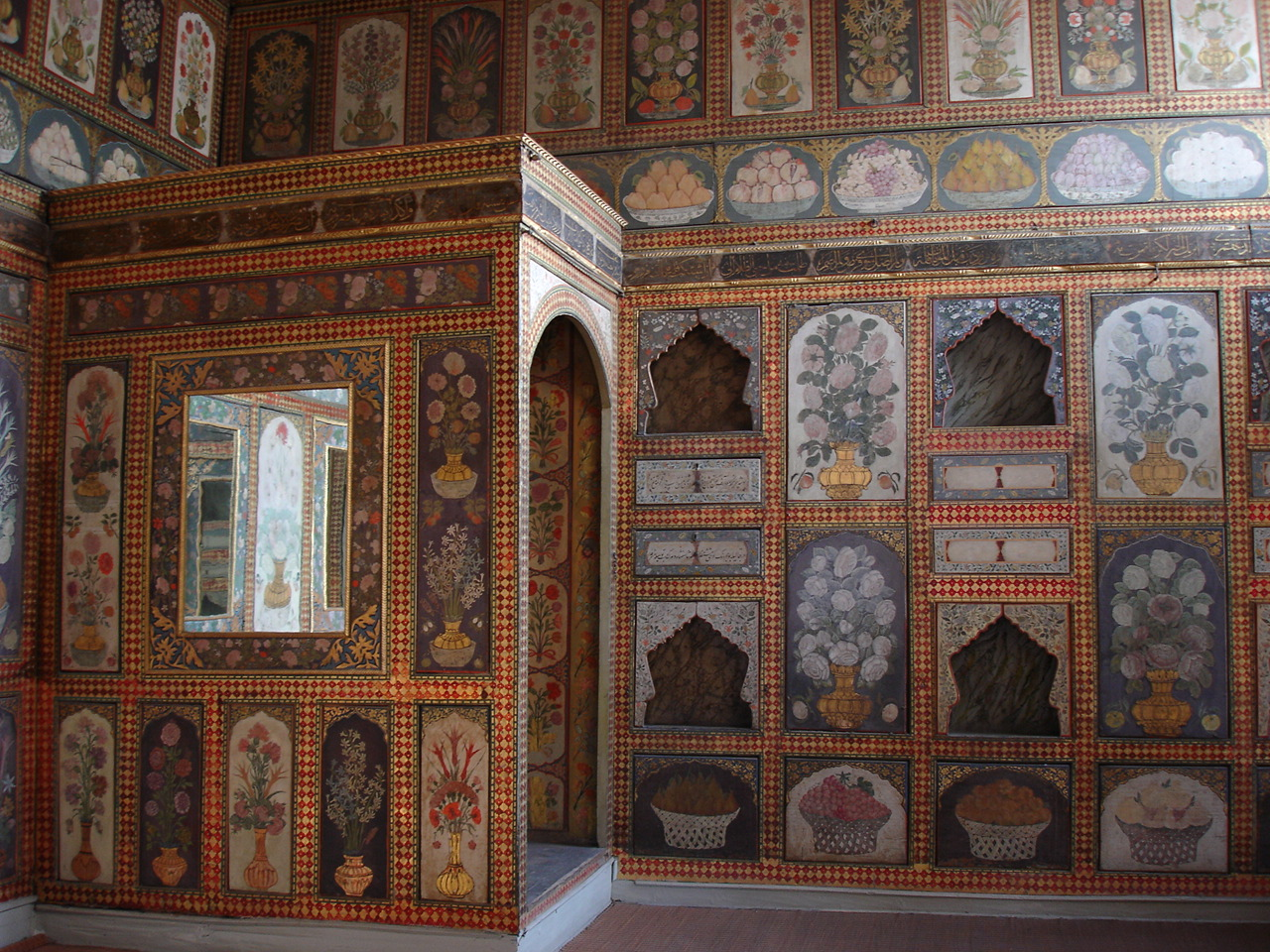
Fruktsalen i Haremet.
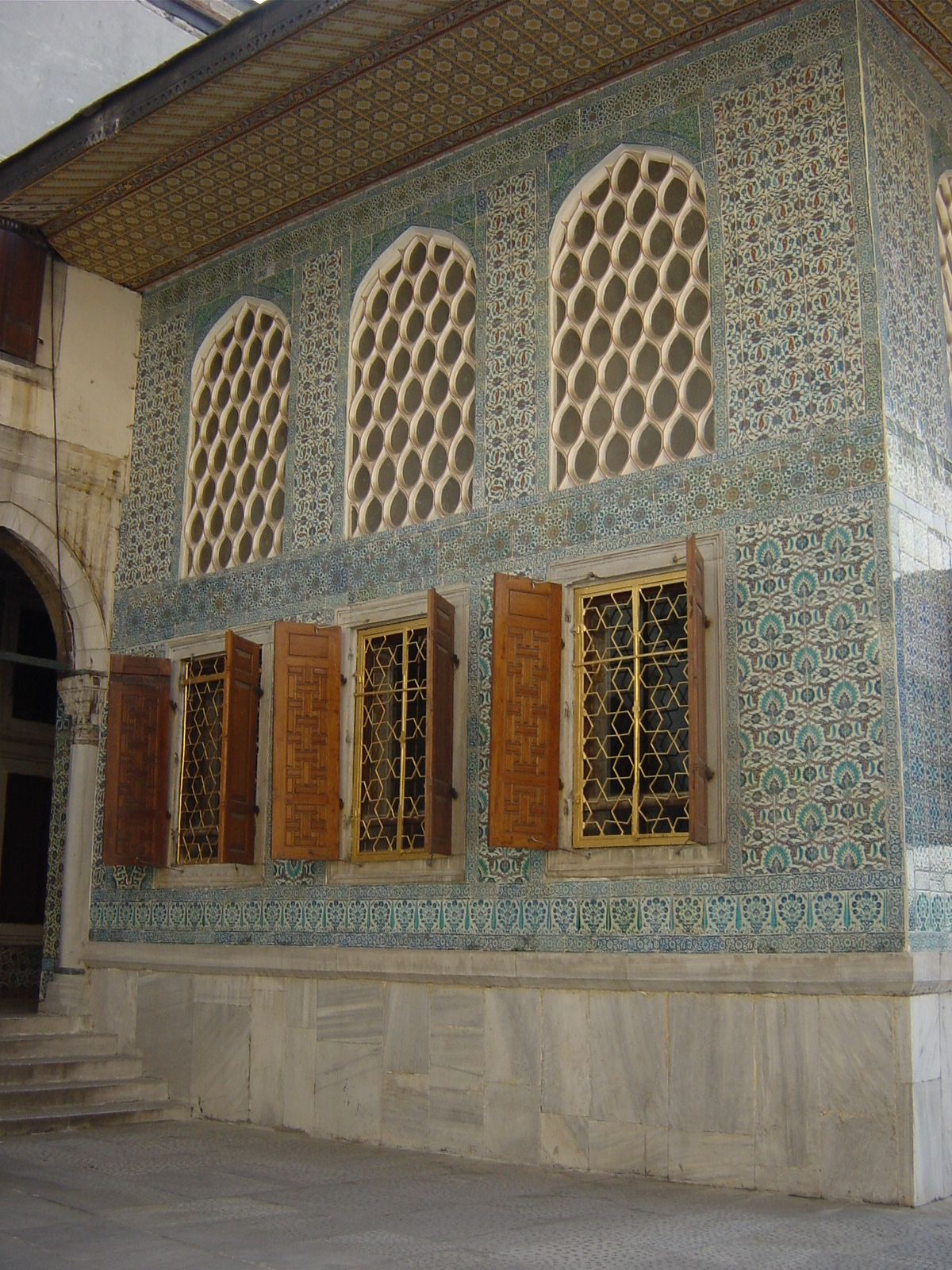
Favoriternas gård i haremet.
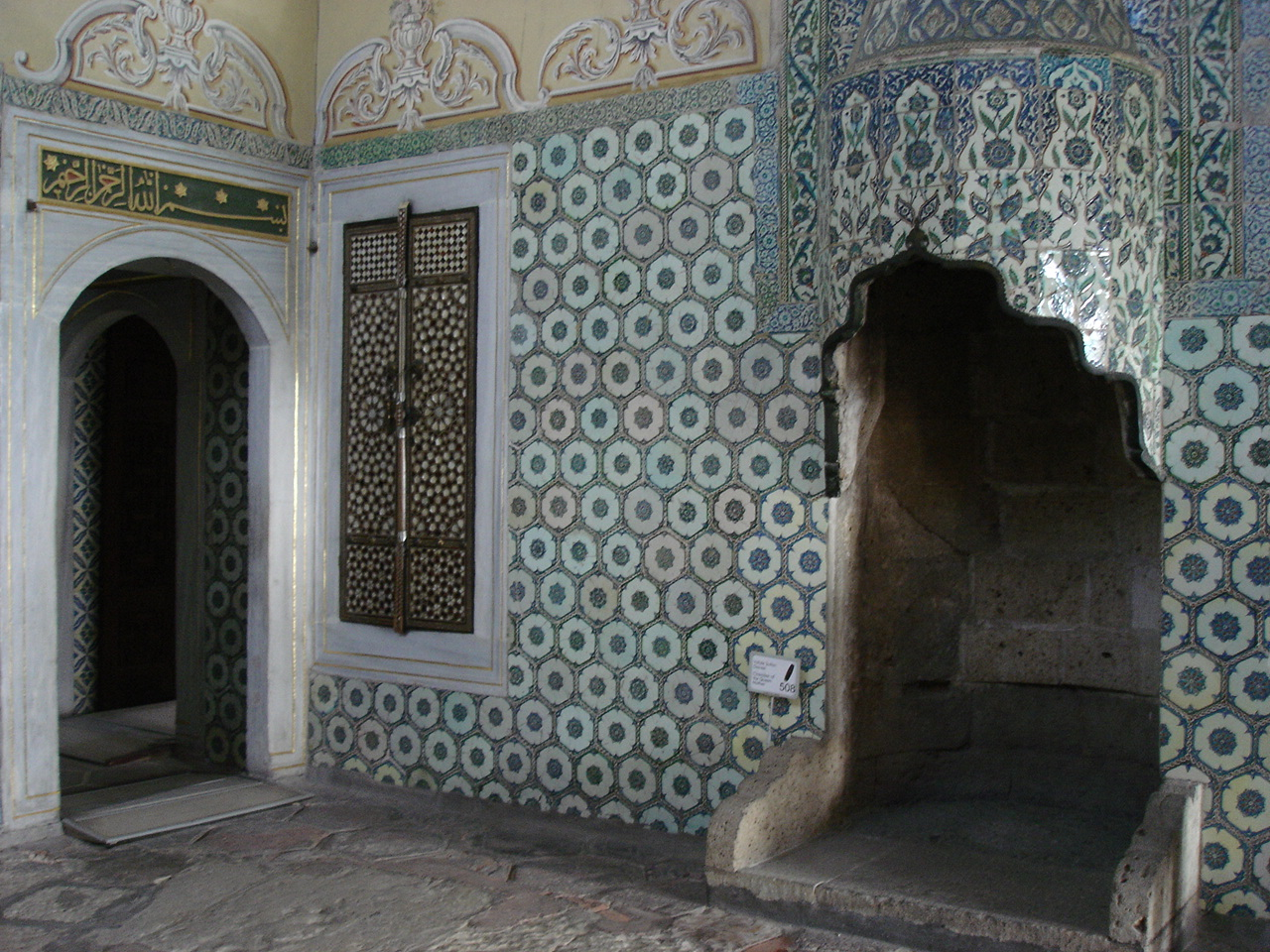
Sal i haremet.
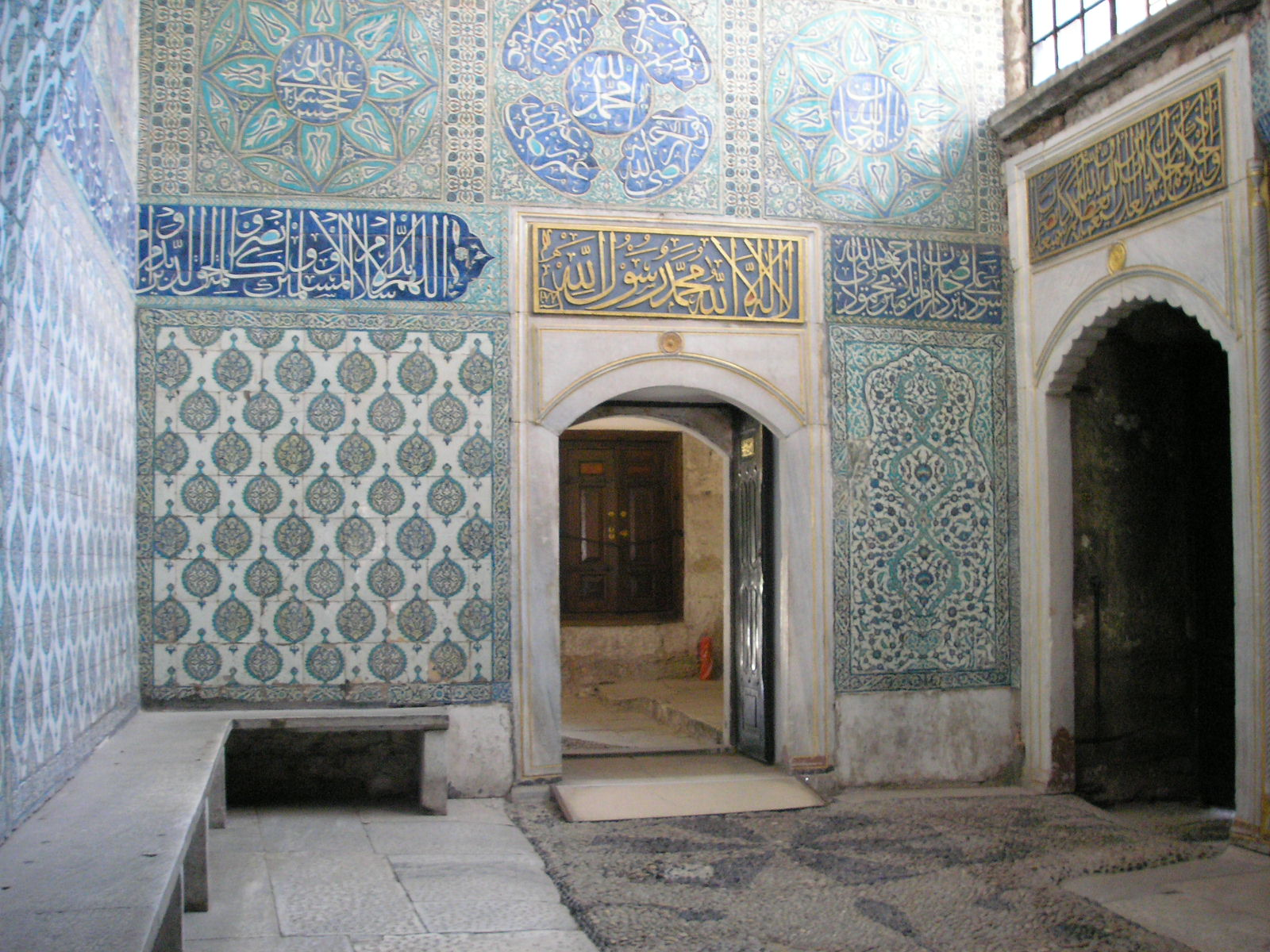
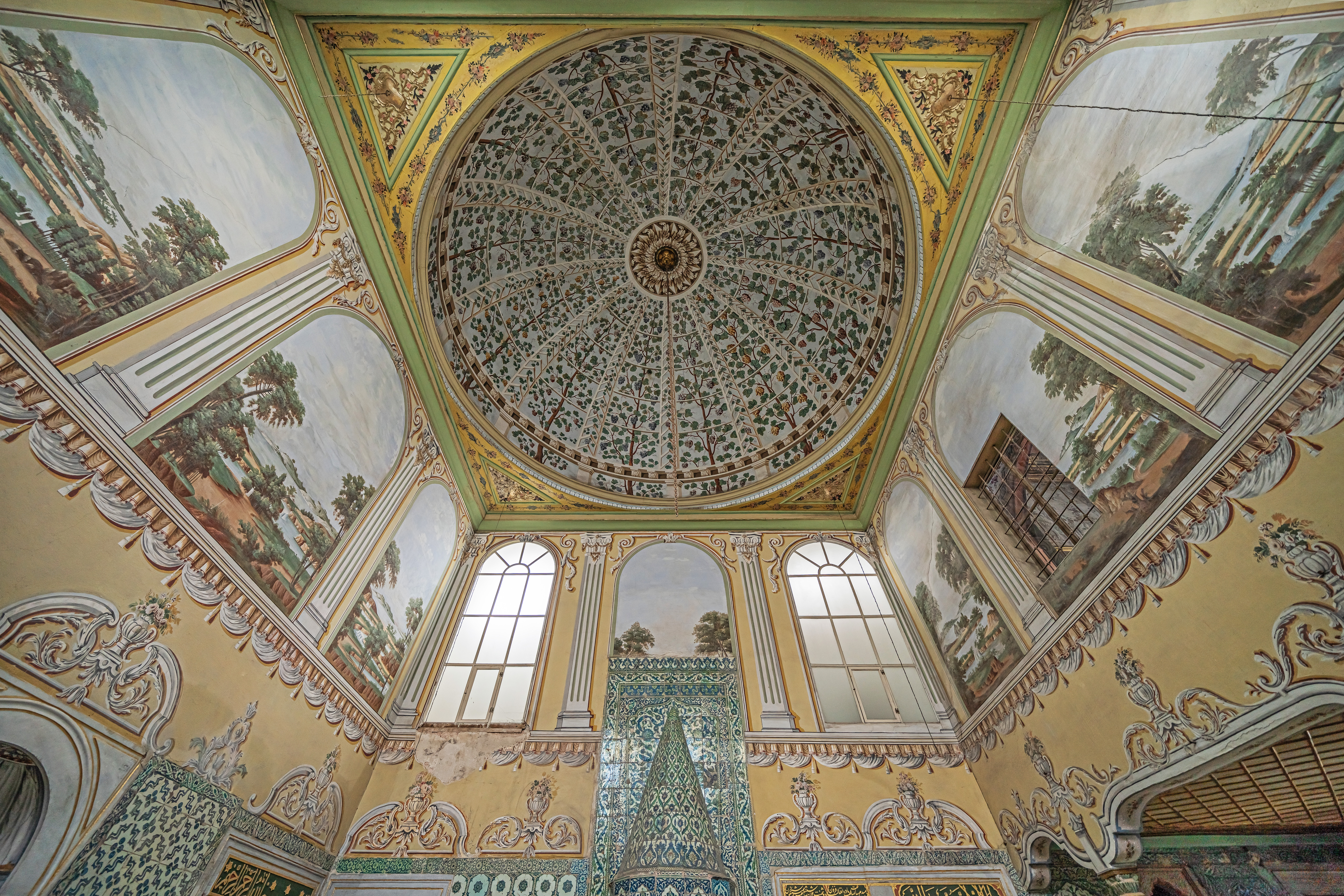
Topkapis harem.
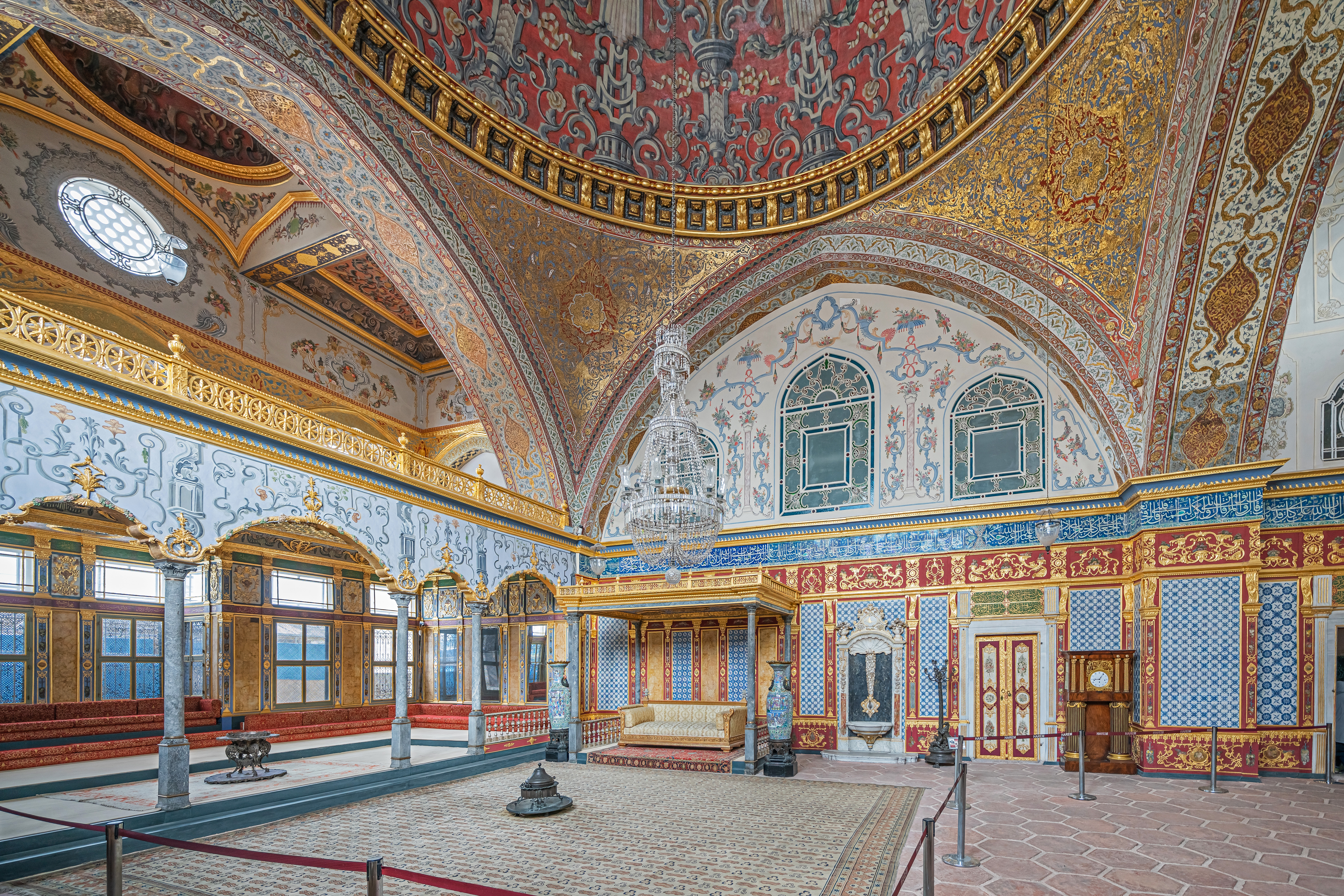
Topkapis harem.
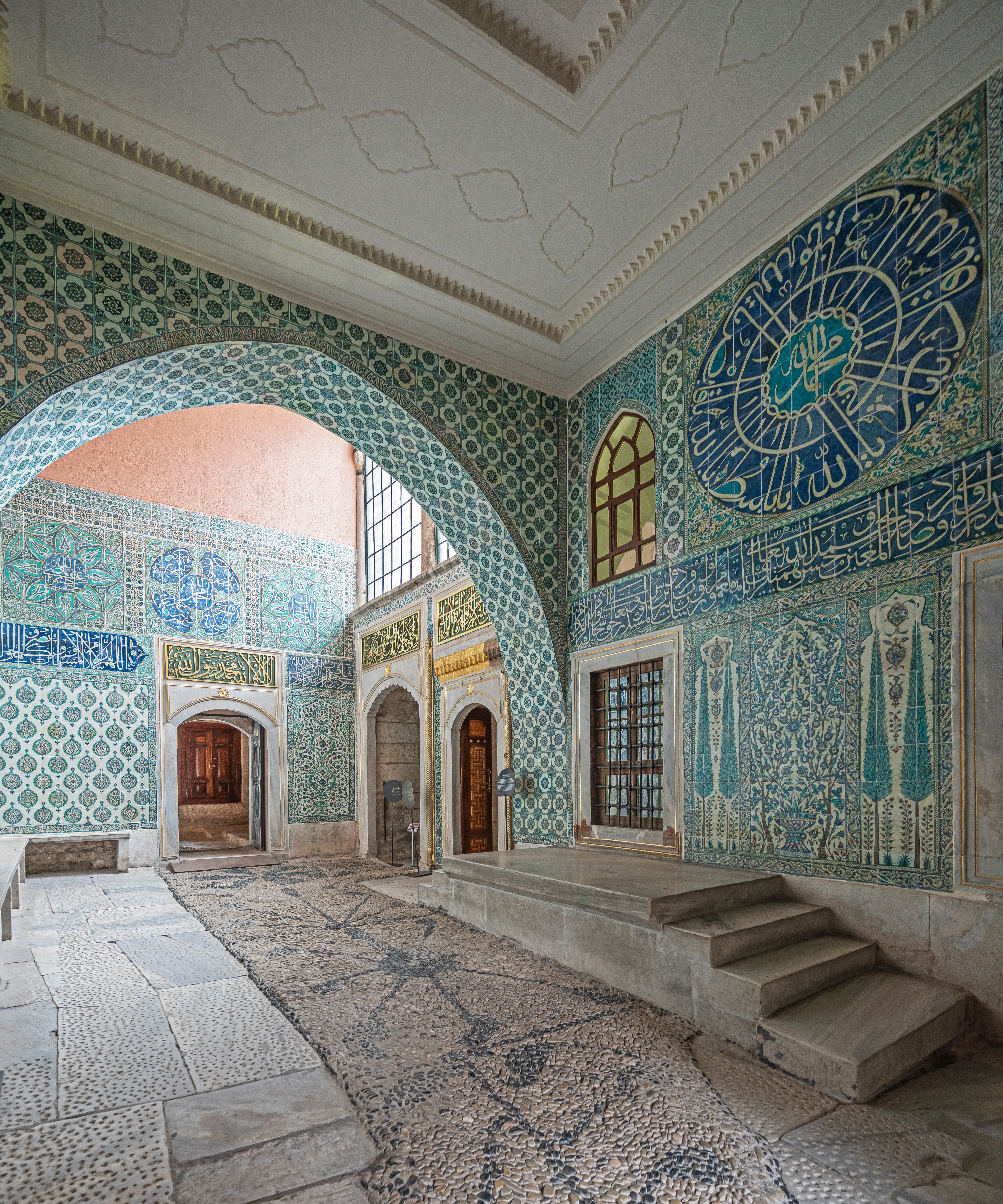
Topkapipalatsets harem.

### Allmänna källor
- Liubov Kurtynova-D'Herlugnan The Tsar’s Abolitionists: The Slave Trade in the Caucasus and Its Suppression
- Douglas Scott Brookes The Concubine, the Princess, and the Teacher: Voices from the Ottoman Harem
- Marilyn Booth Harem Histories: Envisioning Places and Living Spaces
- Peirce, L. P. (1993). The Imperial Harem: Women and Sovereignty in the Ottoman Empire. Storbritannien: Oxford University Press.